# Plaiu Șarului
Plaiu Șarului – wieś w Rumunii, w okręgu Suczawa, w gminie Șaru Dornei. W 2011 roku liczyła 204 mieszkańców. 